# Paul Kaye

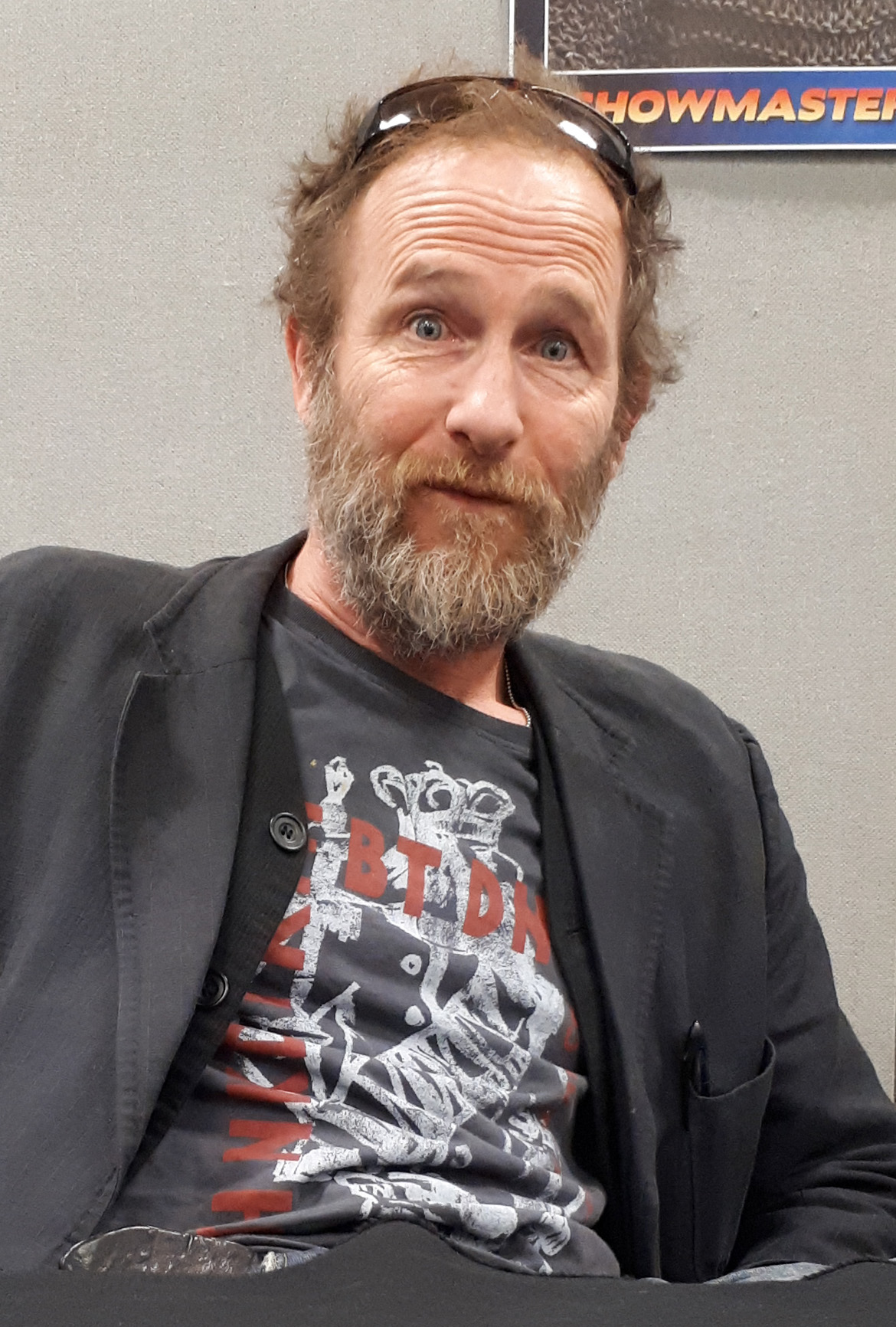
Paul Kaye im Jahr 2018

Paul Kaye (* 1965 in Clapham, London) ist ein britischer Schauspieler und Komiker.

## Karriere
Vor dem Beginn seiner Bühnen- und Fernsehkarriere in den 1990er Jahren war Paul Kaye als Sänger in mehreren Bands und als Bühnenzeichner aktiv. Mit der komischen Figur des Dennis Pennis, einem Promi-Interviewer in The Sunday Show, erlangte Kaye ab 1995 größere Bekanntheit in Großbritannien. In Deutschland wurde Paul Kaye besonders durch seine jüngeren Auftritte im Film Dracula Untold und den britischen Serienproduktionen Inspector Barnaby und Ripper Street sowie durch seine Darstellung des Thoros von Myr in der HBO-Serienproduktion Game of Thrones bekannt.
Kaye ist verheiratet und hat zwei Kinder.

## Filmografie (Auswahl)

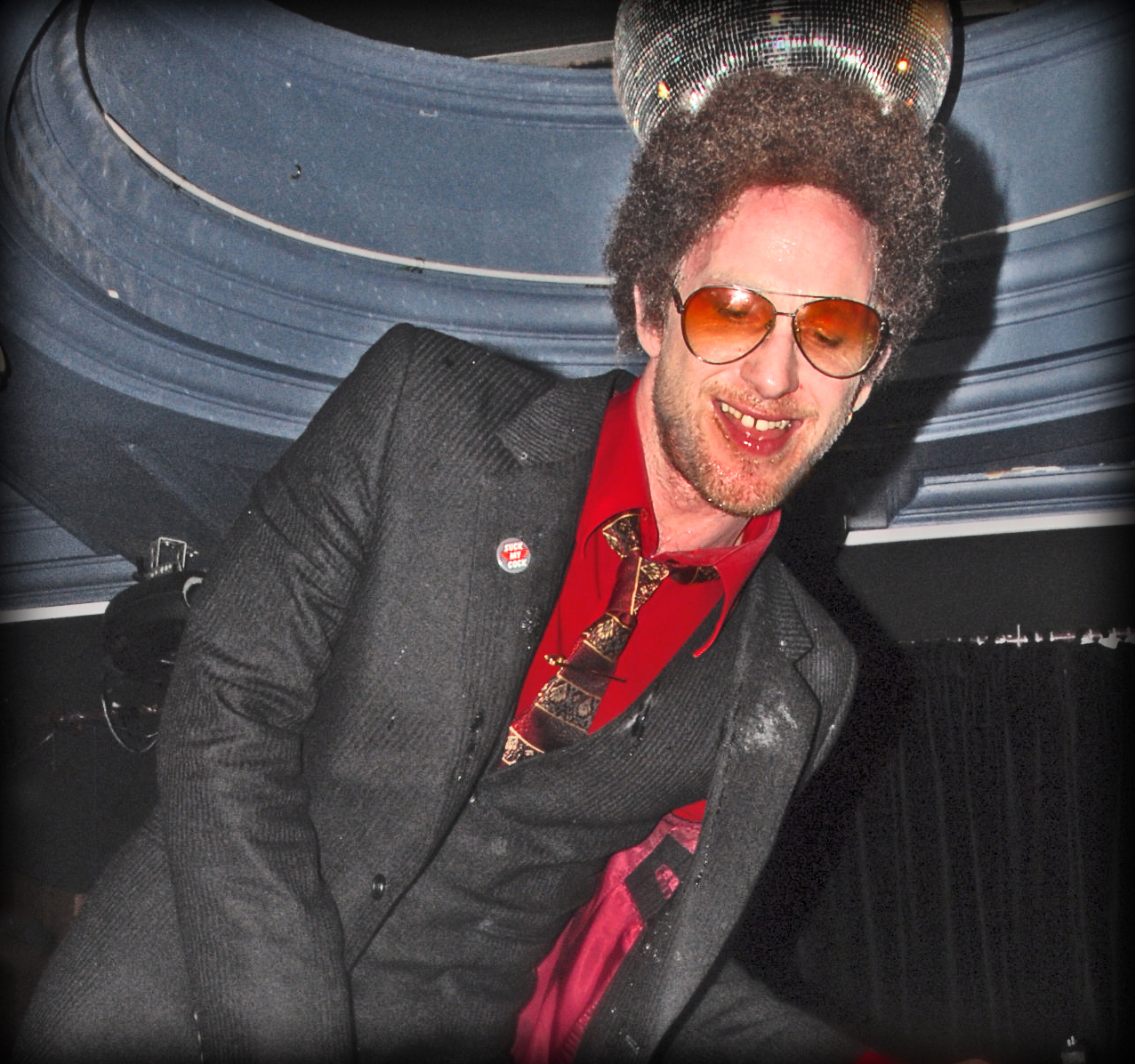
Kaye im Jahr 2008

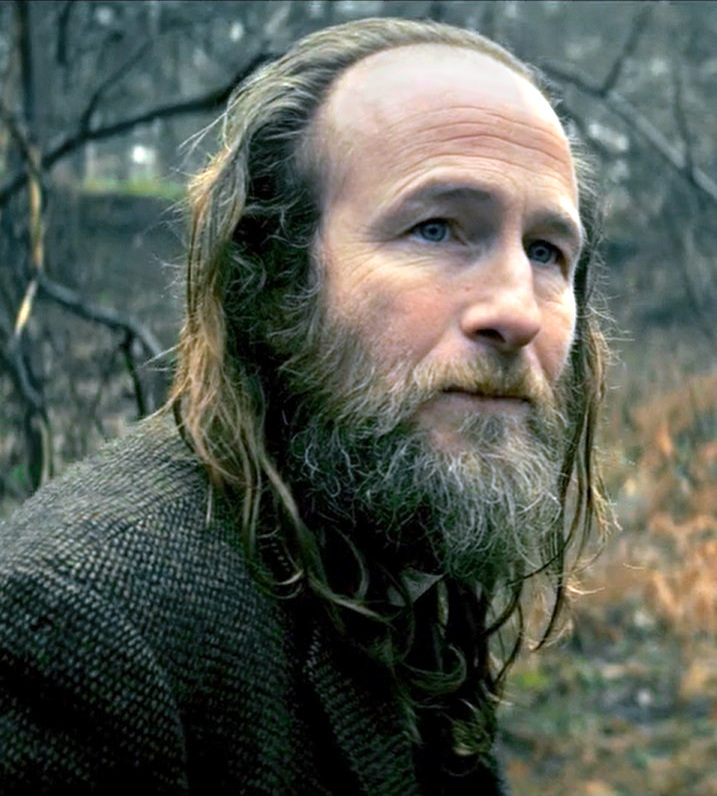
Kaye im Jahr 2013

- 1999: Spaced (Fernsehserie, eine Folge)
- 2000–2001: Perfect World (Fernsehserie, 13 Folgen)
- 2001–2003: Two Thousand Acres of Sky (Fernsehserie, 16 Folgen)
- 2004: Waking the Dead – Im Auftrag der Toten (Fernsehserie, zwei Folgen)
- 2004: It’s All Gone Pete Tong
- 2005: Match Point
- 2006: Agatha Christie’s Marple (Fernsehserie, eine Folge)
- 2006: Hustle – Unehrlich währt am längsten (Fernsehserie, eine Folge)
- 2006–2007: Strutter (Fernsehserie, 16 Folgen)
- 2007: EastEnders (Fernsehserie, eine Folge)
- 2008: Chop Socky Chooks (Fernsehserie, 26 Folgen)
- 2009: Inspector Barnaby (Fernsehserie, Folge Schreie in der Nacht (The Great And The Good))
- 2010: Skins – Hautnah (Fernsehserie, eine Folge)
- 2010: Alles koscher!
- 2010: George Gently – Der Unbestechliche (Fernsehserie, eine Folge)
- 2011: Shameless (Fernsehserie, eine Folge)
- 2011: Being Human (Fernsehserie, eine Folge)
- 2012: Pusher
- 2013–2017: Game of Thrones (Fernsehserie, zehn Folgen)
- 2013: Blackwood
- 2013: Ripper Street (Fernsehserie, eine Folge)
- 2013–2014: Lilyhammer (Fernsehserie, vier Folgen)
- 2014: Dracula Untold
- 2015: Doctor Who (Fernsehserie, zwei Folgen)
- 2015: Humans (Fernsehserie, zwei Folgen)
- 2016: The Ghoul
- 2017: Tomorrow
- 2017: Three Girls – Warum glaubt uns niemand? (Three Girls, Miniserie)
- 2017: Anna und die Apokalypse (Anna and the Apocalypse)
- 2018: Wanderlust (Fernsehserie)
- 2019: Good Omens (Fernsehserie)
- 2019–2022: After Life (Fernsehserie)
- 2019–2022: Vera – Ein ganz spezieller Fall (Vera, Fernsehserie, 14 Folgen)
- 2020: Ich schweige für dich (The Stranger, Fernsehserie, acht Folgen)
- 2020: The Watch (Fernsehserie)
- 2021: Creation Stories
- 2021: Beforeigners (Fernsehserie, vier Folgen)
- 2022: The House (Stimme)
- 2022: Pennyworth (Fernsehserie, 5 Folgen)
- 2024: Die frei erfundenen Abenteuer von Dick Turpin (Fernsehserie)
- 2024: Ein klitzekleines Weihnachtswunder (That Christmas, Stimme)